# Niall Quinn
Niall John Quinn MBE (Dublin, 1966. október 6. –) ír válogatott labdarúgó, pályafutása során három angol klubban játszott, az Arsenalban, a Manchester Cityben és a Sunderlandben.

## Sikerei, díjai
Arsenal
- Ligakupa győztes: 1986–1987

Manchester City
- Az év játékosa: 1991

Sunderland
- Másodosztály bajnok: 1998–1999